# Parafia św. Alberta i Maryi Panny Bolesnej w Trzyńcu
Parafia św. Alberta i Panny Maryi Bolesnej w Trzyńcu – parafia rzymskokatolicka znajdująca się w Trzyńcu, w kraju morawsko-śląskim w Czechach. Należy do dekanatu Frydek diecezji ostrawsko-opawskiej.
Msze prowadzone są również w języku polskim dla polskiej mniejszości.

## Historia
Kościół w Trzyńcu wybudowany został w latach 1882–1885, a poświęcony został pod wezwaniem św. Alberta Jerozolimskiego 27 września 1885 przez ks. wikariusza generalnego Franciszka Śniegonia. Erygowana przy nim w tym samym roku parafia podległa była dekanatowi cieszyńskiemu. Parafia obejmowała miejscowość Trzyniec, która w drugiej połowie XIX wieku ze względu na rozwój przemysłu przeżyła prawdziwy boom demograficzny, oraz część Lesznej Dolnej (reszta pozostała w granicach parafii św. Marcina w Lesznej Górnej).
Po I wojnie światowej Trzyniec znalazł się w granicach Czechosłowacji, wciąż jednak podległy był diecezji wrocławskiej, pod zarządem specjalnie do tego powołanej instytucji zwanej: Knížebiskupský komisariát niský a těšínský. Jako że został odcięty od dekanalnego Cieszyna podporządkowany został dekanatowi jabłonkowskiemu. Kiedy Polska dokonała aneksji tzw. Zaolzia w październiku 1938 parafię jako jedną z 29 włączono do diecezji katowickiej, a 1 stycznia 1940 z powrotem do diecezji wrocławskiej. W 1947 obszar ten wyjęto ostatecznie spod władzy biskupów wrocławskich i utworzono Apostolską Administraturę w Czeskim Cieszynie, podległą Watykanowi. W 1978 obszar Administratury podporządkowany został archidiecezji ołomunieckiej, a parafie dekanatu jabłonkowskiego wchłonięto do dekanatu frydeckiego. W 1996 wydzielono z archidiecezji ołomunieckiej nową diecezję ostrawsko-opawską.